# 博汉市镇
博汉市镇（俄语：Муниципальное образование «Бохан»）是俄罗斯联邦伊尔库茨克州博汉区所属的一个市镇。其下辖有个居民点，行政中心为博汉。据2016年统计，该市镇的人口为5138人。